# Етельхер (король Східної Англії)
Етельхер (давн-англ. Æthelhere; ? — 15 листопада 655) — король Східної Англії у 654—655 роках.

## Життєпис
Походив з династії Вуффінгів. Син Ені, короля Східної Англії. Напевне належав до поганської партії. Втім тривалий час не брав участі в урядуванні. У 651 році після поразки короля Анни від військ Пенди, короля Мерсії, Етельхер став фактично намісником останнього.
У 653 році після повернення короля Анни до Східної Англії, Етельхер вимушений був тікати до Мерсії. У 654 році разом з Пендою вдерся до Східної Англії. У вирішальній битві при Буркампі Анна зазнав поразки та загинув. Після цього Етельхер став новим королем Східної Англії. Він визнав зверхність Мерсії.
У 655 році разом з військом долучився до походу Пенди проти Нортумбрії. Втім, у битві при Вівенді мерсійці зазнали поразки від Освіу, короля Нортумбрійського. У битві загинули Пенда та Етельхер. Новим королем Східної Англії став брат останнього Етельвольд.